# Гавриил (Парнаджиев)
Епи́скоп Гаврии́л (болг. Епископ Гаврил, в миру Миялче Парнаджиев, макед. Мијалче Парнаџиев; 10 март 1926, Штип — 12 января 1990, Лесновский монастырь) — епископ Македонкой православной церкви, титулярный епископ Величский. Игумен Лесновского монастыря (1974—1990).

## Биография
Родился в 1926 году в Штипе, тогда в Королевстве сербов, хорватов и словенцев (сегодня Северная Македония) в семье Методия и Горицы Парнаджиевых. Начальное образование, а затем и гимназию окончил в родном городе. В 1944 году вступил в коммунистическое сопротивление как партизан. В 1947 году служил в корпусе народной обороны, в пограничной части. Сначала это пограничный сектор возле деревни Царево, затем в Кавадарци и на конце пограничной линии Каймакчалан. Работает писарем. Является секретарём Комсомольской организации. Уволен как сержант с орденом «За заслуги перед народом».
После демобилизации некоторое время служил в городском народном комитете в Штипе. Поступил на художественный факультет Белградского университета. После окончания в 1955 году работал профессором искусств и истории искусств в средней школе и педагогической школе в Штипе. Борко Лазеский назвал его «одним из самых способных педагогов Македонии». В школе работал скульптором. Его работы есть в парках и в других местах. Мэр Ристо Кадифков его вознаграждает за его вклад в эстетическое облагораживание Штипа.
Во время учебы и педагогической деятельности он дважды бывал за границей. Сначала он был студентом второго курса факультета для научной поездки в Париж, затем с группой преподавателей участвовал во всемирной художественной выставке в Брюсселе (1959). В 1960 году переехал в Скопье, где работал скульптором.
В 1963 году начался новый период жизни Гаврила. В 1963 году он обратился с призывом «кесарю — кесарево, а Богу — Богово» к Греции, чтобы узнать, может ли он и при каких условиях отправиться на гору Афон и остаться там. Греки сначала пообещали ему, что, когда он пожелает, он сможет отправиться на Святую гору без каких-либо ограничений. Ему сказали, что он может остановиться в сербском монастыре Хиландар, который имеет статус автономной сербской территории под крылом горы Афон. Он доверял им и остался там. Но позже все изменилось. На горе Афон епископ Гавриил находился в очень незавидном положении по причинам, связанным с тем, что политическая ситуация в Греции в то время была проблематичной. Еще труднее ему было приехать из Македонии. Они открыто выразили свое подозрение, что он был послан епископом Досифеем (Стойковским) сюда, чтобы основать македонский монастырь, точно так же, как на горе Афон во всех православных странах есть свои монастыри. Что ж, его приняли там только как своего собрата и искреннего православного верующего. Такое их отношение было признаком того, что другие славянские монастыри никогда официально не примут его в свои братства. Таким образом, епископ Гавриил был волен идти, куда хотел, и его приветствовали, но только как временного гостя.
Вернулся в Югославию и объездил несколько монастырей — Побожский, Успенский и Марков. В декабре 1975 года стал игуменом Лесновского монастыря. Священный синод МПЦ решением от 30 июня 1981 года сделал его архимандритом. 28 августа 1989 года, после избрания Синодом МПЦ, хиротонисан во епископа с титулом епископа Величского.
Умер 12 января 1990 года в своей келии в Лесновском монастыре. Был похоронен рядом с соборным храмом Лесновской обители.

## Канонизация и почитание
Многие свидетельствовали о том, что на его могиле и в молитвах, обращенных к нему, происходят чудеса. 28 мая 2017 года решением Синода Македонской православной церкви епископ Гавриил был канонизирован как святой. За торжественным прославленим преподобного в Николаевский кафедральный храм в Штипе из Лесновского монастыря были привезены мощи Гавриила.